# Hirson
Hirson és un municipi francès situat al departament de l'Aisne i a la regió dels Alts de França. L'any 2007 tenia 9.473 habitants.

## Demografia

### Població
El 2007 la població de fet de Hirson era de 9.473 persones. Hi havia 4.129 famílies de les quals 1.678 eren unipersonals (720 homes vivint sols i 958 dones vivint soles), 1.065 parelles sense fills, 932 parelles amb fills i 454 famílies monoparentals amb fills.
La població ha evolucionat segons el següent gràfic:
Habitants censats

### Habitatges
El 2007 hi havia 4.780 habitatges, 4.240 eren l'habitatge principal de la família, 6 eren segones residències i 535 estaven desocupats. 3.302 eren cases i 1.471 eren apartaments. Dels 4.240 habitatges principals, 2.002 estaven ocupats pels seus propietaris, 2.025 estaven llogats i ocupats pels llogaters i 213 estaven cedits a títol gratuït; 186 tenien una cambra, 524 en tenien dues, 1.080 en tenien tres, 1.241 en tenien quatre i 1.209 en tenien cinc o més. 1.862 habitatges disposaven pel capbaix d'una plaça de pàrquing. A 2.267 habitatges hi havia un automòbil i a 704 n'hi havia dos o més.

### Piràmide de població
La piràmide de població per edats i sexe el 2009 era:
| Homes | Edats   | Dones |
| ----- | ------- | ----- |
| 0     | 95 o +  | 24    |
| 24    | 90 a 94 | 68    |
| 60    | 85 a 89 | 128   |
| 48    | 80 a 84 | 104   |
| 124   | 75 a 79 | 296   |
| 164   | 70 a 74 | 276   |
| 172   | 65 a 69 | 300   |
| 248   | 60 a 64 | 244   |
| 164   | 55 a 59 | 224   |
| 296   | 50 a 54 | 264   |
| 340   | 45 a 49 | 360   |
| 368   | 40 a 44 | 364   |
| 316   | 35 a 39 | 448   |
| 316   | 30 a 34 | 316   |
| 496   | 25 a 29 | 344   |
| 289   | 20 a 24 | 340   |
| 336   | 15 a 19 | 364   |
| 392   | 10 a 14 | 384   |
| 360   | 5 a 9   | 264   |
| 320   | 0 a 4   | 304   |

## Economia
El 2007 la població en edat de treballar era de 5.846 persones, 3.522 eren actives i 2.324 eren inactives. De les 3.522 persones actives 2.766 estaven ocupades (1.563 homes i 1.203 dones) i 755 estaven aturades (421 homes i 334 dones). De les 2.324 persones inactives 556 estaven jubilades, 584 estaven estudiant i 1.184 estaven classificades com a «altres inactius».

### Ingressos
El 2009 a Hirson hi havia 4.230 unitats fiscals que integraven 9.507,5 persones, la mediana anual d'ingressos fiscals per persona era de 12.216 €.

### Activitats econòmiques
Dels 397 establiments que hi havia el 2007, 7 eren d'empreses extractives, 12 d'empreses alimentàries, 1 d'una empresa de fabricació de material elèctric, 1 d'una empresa de fabricació d'elements pel transport, 15 d'empreses de fabricació d'altres productes industrials, 15 d'empreses de construcció, 138 d'empreses de comerç i reparació d'automòbils, 11 d'empreses de transport, 34 d'empreses d'hostatgeria i restauració, 6 d'empreses d'informació i comunicació, 21 d'empreses financeres, 15 d'empreses immobiliàries, 35 d'empreses de serveis, 53 d'entitats de l'administració pública i 33 d'empreses classificades com a «altres activitats de serveis».
Dels 82 establiments de servei als particulars que hi havia el 2009, 1 era una comissaria de policia, 1 oficina d'administració d'Hisenda pública, 1 oficina del servei públic d'ocupació, 1 gendarmeria, 1 oficina de correu, 5 oficines bancàries, 2 funeràries, 7 tallers de reparació d'automòbils i de material agrícola, 3 tallers d'inspecció tècnica de vehicles, 4 autoescoles, 2 paletes, 1 guixaire pintor, 1 fusteria, 7 lampisteries, 2 electricistes, 1 empresa de construcció, 12 perruqueries, 1 veterinari, 2 agències de treball temporal, 16 restaurants, 5 agències immobiliàries, 2 tintoreries i 4 salons de bellesa.
Dels 62 establiments comercials que hi havia el 2009, 1 era, 4 supermercats, 2 grans superfícies de material de bricolatge, 10 fleques, 6 carnisseries, 3 llibreries, 14 botigues de roba, 3 botigues d'equipament de la llar, 4 sabateries, 3 botigues d'electrodomèstics, 2 botigues de mobles, 1 una botiga de material esportiu, 2 perfumeries, 3 joieries i 4 floristeries.
L'any 2000 a Hirson hi havia 9 explotacions agrícoles que ocupaven un total de 292 hectàrees.

## Equipaments sanitaris i escolars
El 2009 hi havia 1 hospital de tractaments de curta durada, 1 hospital de tractaments de mitja durada (seguiment i rehabilitació), 2 psiquiàtrics, 1 centre d'urgències, 1 centre de salut, 5 farmàcies i 3 ambulàncies.
El 2009 hi havia 6 escoles maternals i 5 escoles elementals. A Hirson hi havia 2 col·legis d'educació secundària, 1 liceu d'ensenyament general i 1 liceu tecnològic. Als col·legis d'educació secundària hi havia 705 alumnes, als liceus d'ensenyament general n'hi havia 733 i als liceus tecnològics 475.

## Poblacions més properes
El següent diagrama mostra les poblacions més properes.